# División Americal
La División Americal fue una división de infantería del Ejército de los Estados Unidos durante la Segunda Guerra Mundial y la guerra de Vietnam.
La división fue fundada el 27 de mayo de 1942 en la isla de Nueva Caledonia. En la situación de emergencia que siguió a Pearl Harbor, Estados Unidos se apresuró a enviar una fuerza operativa para defender Nueva Caledonia del temido ataque japonés. Esta división fue la única división formada fuera de territorio estadounidense durante la Segunda Guerra Mundial (una distinción que se repitió cuando fue reformada durante la guerra de Vietnam). Por sugerencia de un subalterno, el comandante de la división, el mayor general Alexander Patch, solicitó que la nueva unidad se conociera como la División Americal, cuyo nombre era un acrónimo de «American, New Caledonian». No era lo común, ya que, a excepción de la División Filipina, todas las demás divisiones estadounidenses se conocían por un número. Tras la Segunda Guerra Mundial, la División Americal fue rebautizada oficialmente como la 23.ª División de Infantería. Sin embargo, rara vez se hacía referencia a ella como tal, ni siquiera en las órdenes oficiales.
Durante la guerra de Vietnam, la división tuvo un historial con luces y sombras. Combinaba participaciones en numerosas batallas y campañas, pero estaba enturbiado por la matanza de Mỹ Lai, perpetrada por un pelotón de la 11.ª Brigada de Infantería, liderada por el teniente William Calley, supeditada a la división.
La división sufrió una derrota táctica a primera hora de la mañana del 28 de marzo de 1971, cuando comandos zapadores del Viet Cong se infiltraron por casualidad en la FSB Mary Ann. El ataque destruyó infraestructuras clave, mató a 33 estadounidenses e hirió a 83.
La división fue disuelta tras su retirada de Vietnam del Sur en noviembre de 1971.

## Operaciones en la Segunda Guerra Mundial
El 164.º Regimiento de Infantería de la División Americal entró en combate por primera vez en Guadalcanal el 13 de octubre de 1942 junto con la 1.ª División de Marines como la primera unidad del Ejército de los Estados Unidos en llevar a cabo una operación ofensiva contra el enemigo en el teatro pacífico o europeo de la Segunda Guerra Mundial. Otras ocho divisiones del Ejército de EE. UU. iniciaron operaciones de combate ofensivas a finales de 1942: las divisiones de infantería 32.ª y 41.ª en el Pacífico en Nueva Guinea; en el norte de África, las divisiones de infantería 1.ª, 3.ª, 9.ª y 34.ª, y las divisiones blindadas 1.ª y 2.ª.

### Formación
A medida que las divisiones «cuadradas» de la Guardia Nacional pasaban a la TO&E de división triangular en 1942, cada una de ellas se «desprendía» de un regimiento de infantería, dejando varios regimientos «huérfanos» entrenados y operativos disponibles para el servicio independiente.
Los regimientos de «línea» seleccionados para formar la División Americal fueron el 132.º Regimiento de Infantería de Illinois, antes parte de la 33.ª División de Infantería, el 164.ª Regimiento de Infantería de Dakota del Norte, antes parte de la 34.ª División de Infantería, y el 182.º Regimiento de Infantería de Massachusetts, antes parte de la 26.ª División de Infantería.

### Nueva Caledonia
Nueva Caledonia, un posible objetivo para los japoneses debido a su vital posición estratégica en las líneas de comunicación con Nueva Zelanda y Australia y sus minas de níquel y cromo, estaba bajo control de los franceses libres y contaba con una fuerza nativa pésimamente equipada y entrenada y con una compañía de comandos australianos.
El Ejército de los Estados Unidos ya estaba construyendo aeródromos con mano de obra australiana en la isla, que según los primeros acuerdos pertenecía a la esfera británica y se delegaba a los australianos para su defensa. Los franceses se opusieron al acuerdo y, cada vez más preocupados por la posibilidad de una invasión japonesa atraída por el aeródromo, exigieron fuerzas estadounidenses adicionales.
Ante la apremiante necesidad de reforzar las defensas en Hawái y Australia, los planificadores del Ejército decidieron reunir una fuerza en lugar de asignar una división ya organizada. Los regimientos disponibles gracias a la reorganización de las divisiones junto con otros elementos permitieron disponer de una fuerza de unos 15 000 hombres. Esta fuerza, designada Task Force 6814 y a menudo mencionada como Poppy Force (Nueva Caledonia tenía el nombre en clave de Poppy), al mando del general de brigada Alexander M. Patch, Jr. tenía los elementos de una división y más en su composición. Por ejemplo, había un cuartel general de brigada de la 26.ª División, dos regimientos de infantería y un regimiento de artillería de campaña junto con elementos de apoyo aumentados por un batallón de tanques ligeros, regimientos antiaéreos y de artillería costera y una escuadrilla de cazas. La misión de la fuerza era defender Nueva Caledonia. Era un mando independiente, que respondía directamente al Departamento de Guerra en Washington.
En el plazo de dos semanas, a pesar de la urgente necesidad de embarcar en otro lugar y a costa de retrasar y reorganizar los calendarios en otros lugares y de consultas a nivel de jefes de Estado, la Task Force 6814, junto con unas 4000 tropas destinadas a Australia, se reunieron en el mayor convoy de tropas hasta ese momento, designado BT-200 y con un total de más de 20 000 tropas a bordo de siete transportes. El convoy zarpó del puerto de embarque de Nueva York el 23 de enero de 1942 y llegó a Melbourne el 26 de febrero.
El almirante King (COMINCH) y el almirante Nimitz (CINCPAC) organizaron la cobertura de este gran convoy tan vital con un grupo de ataque y medios aéreos de largo alcance entre su posición prevista y las fuerzas japonesas. A pesar de algunos deseos locales de utilizar la fuerza para reforzar Australia o las Indias Orientales Neerlandesas, bajo órdenes directas de Washington la fuerza se trasladó en secreto, sin informar siquiera a los franceses, a Nueva Caledonia.
El trasbordo de tropas y equipo se completó en Melbourne y los siete transportes partieron el 7 de marzo (hora australiana) hacia Nueva Caledonia como el convoy ZK-7, que llegaría seis días más tarde. El general Patch, que precedía a la fuerza por vía aérea, había llegado el 5 de marzo con noticias para los franceses de que las fuerzas estadounidenses estaban en camino. A pesar de no tener ninguna esperanza de refuerzos, en abril llegó otro regimiento de infantería, así como la autoridad para organizar una división de infantería a partir de elementos de la fuerza general y, en mayo, se organizó la División Americal.
El 14 de marzo de 1942, dos días después de que la fuerza operativa más tarde conocida como la División Americal desembarcase en Numea (Nueva Caledonia), el 182.º Regimiento de Infantería fue destinado a proporcionar una unidad especial que se llamaría Fuerza A para la ocupación avanzada y avanzada de las Nuevas Hébridas, un grupo de islas situadas directamente a través del suministro a los Estados Unidos.
Se asignaron a esta tarea las compañías L y M y elementos adjuntos de la Compañía del Cuartel General, la Compañía de Servicios, el Destacamento Médico y un pelotón de la 101.ª Compañía de Ingenieros.
La fuerza total, de unos 480 hombres, estaba bajo el mando del general de brigada Rose. El hecho de que se pusiera a un general de brigada al mando de dos compañías de fusileros de infantería indicaba el grado de importancia y riesgo que el Cuartel General concedía a la misión. Pero sobre todo era para poder tratar directamente con las más altas autoridades locales francesas.
Se reunió a los hombres y se les dijo que la Fuerza A y 50 australianos mantenían el puesto más avanzado de las fuerzas aliadas en el Pacífico sur junto con las fuerzas australianas en Puerto Moresby (Papúa). No había retirada posible, no se podía contar con refuerzos. El suministro era poco fiable y limitado.
El 28 de marzo de 1942, una unidad de la Fuerza A partió de una plantación de cocoteros aislada llamada Euralia hacia Port Havannah con dos subtenientes y 22 hombres en un pequeño velero auxiliar con equipo y raciones para 10 días para comenzar su acción Jguerrillera» reuniendo a los reclutadores nativos y a los trabajadores de las plantaciones de las islas cercanas como refuerzos.

### Guadalcanal
A diferencia de varias divisiones del Ejército de los Estados Unidos en la guerra del Pacífico, los soldados de la División Americal recibieron una amplia formación con armas y realizaron maniobras a nivel de compañía y batallón en terreno selvático mientras se encontraban en Nueva Caledonia. Bajo el mando del general Patch, la División Americal fue la primera unidad del Ejército estadounidense en ser enviada a Guadalcanal. Debido en gran parte a las limitaciones de transporte, la Americal llegó poco a poco y entró en combate junto a la aguerrida y agotada 1.ª División de Marines de EE. UU., a la que finalmente relevó. Sus soldados asimilaron rápidamente de los marines de Guadalcanal las lecciones sobre tácticas de combate contra las fuerzas japonesas. En consecuencia, las bajas de la Americal fueron menores de lo que cabría esperar.
El 164.º Regimiento de Infantería desembarcó en Guadalcanal el 13 de octubre de 1942 antes que sus regimientos hermanos, como refuerzos de emergencia para la 1.ª División de Marines. El regimiento fue la primera unidad del Ejército de los Estados Unidos en realizar acciones ofensivas durante la Segunda Guerra Mundial como parte de la batalla de Guadalcanal. Entre el 24 y el 27 de octubre, elementos del regimiento resistieron repetidos asaltos de batallones japoneses e infligieron unas dos mil bajas al enemigo; el 164.º también apoyó y participó en ataques de los Marines. El comandante de la 1.ª División de Marines, el mayor general A. A. Vandegrift, quedó tan impresionado por la entereza de los soldados que otorgó un reconocimiento al regimiento por haber demostrado «una superioridad abrumadora sobre el enemigo». Asimismo, el general Vandegrift tomó la inusual medida de condecorar al teniente coronel Robert Hall, comandante del 3.er Batallón del 164.º, con la Cruz de la Armada por su papel en estas batallas. A partir de entonces, el 164.º Regimiento pasó a denominarse ocasionalmente el «164.º de Marines» debido a su especial relación con los marines de Guadalcanal.
En noviembre, el 164.º Regimiento participó en la ofensiva a través del río Matanikau. Otros elementos de la división llegaron poco a poco en las últimas semanas de 1942.
En enero de 1943, el 132.º Regimiento de Infantería de la división tomó las colinas 27 y 31 del complejo de Mount Austen. La división participó después en ofensivas para librar Guadalcanal de la resistencia japonesa restante. Después de que los últimos defensores japoneses fueran muertos, capturados o evacuados de la isla, la división fue relevada el 9 de febrero de 1943.
A pesar de su formación ad hoc, la División Americal luchó bien en Guadalcanal. El 164.º Regimiento participó en la repulsa de una gran ofensiva japonesa en octubre de 1942, mientras que el 132.º Regimiento, junto a la 25.ª División de Infantería, asaltó el complejo defensivo fortificado japonés de Gifu en Mount Austen en enero de 1943. Los historiadores describen a la División Americal como la más eficaz de todas las divisiones del Ejército de los Estados Unidos en esa campaña. Tras la retirada de la 1.ª División de Marines, la división continuó las operaciones en Guadalcanal como parte del XIV Cuerpo de EE. UU. con la 25.ª División de Infantería (que más tarde se ganó aquí su apodo de «Tropic Lightning») y la 2.ª División de Marines (que había llegado antes para reforzar a la 1.ª de Marines) hasta que toda la resistencia japonesa había terminado.

### Bougainville

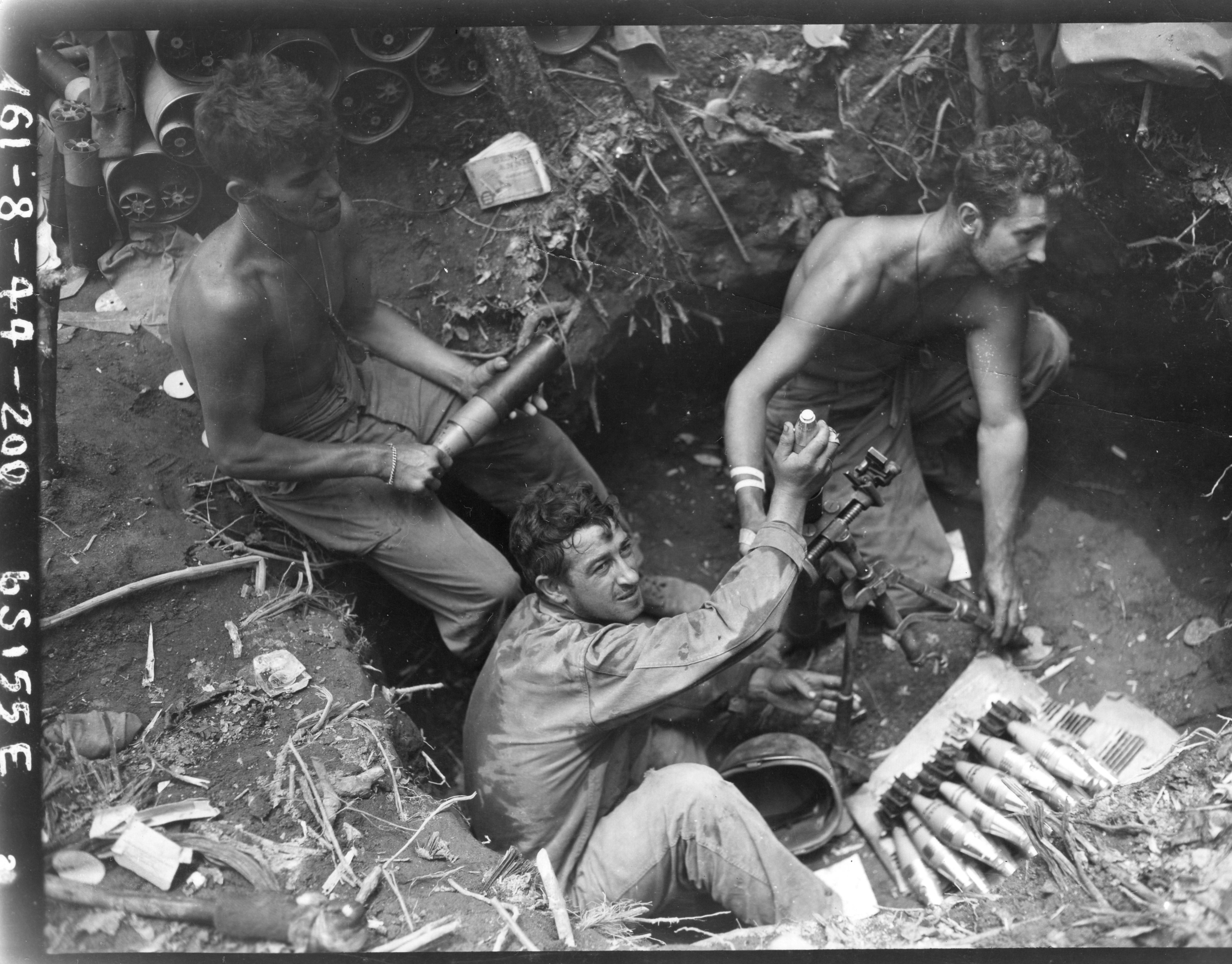
Equipo de mortero de la Compañía B, 132.ª de Infantería, División Americal en Bougainville, 10 de marzo de 1944.

La división se trasladó a continuación a las islas Fiyi a partir del 5 de marzo de 1943 para asumir la defensa de la isla principal de Viti Levu y para entrenar de forma exhaustiva.
Durante el periodo comprendido entre el 25 de diciembre de 1943 y el 12 de enero de 1944, la División Americal desembarcó en Bougainville, relevando a la 3.ª División de Marines. Se les encomendó la tarea (junto con la 37.ª División de Infantería y un batallón de defensa marine) de defender y extender la mitad derecha de un perímetro previamente establecido.
Advertidos por los servicios de inteligencia, se enfrentaron a un descomunal y prolongado contraataque japonés que comenzó el 7 de marzo de 1944. A pesar de las amplias advertencias y de los minuciosos preparativos defensivos, la batalla no tardó en degenerar en un amargo combate en un espacio reducido de infantería; la artillería se veía limitada por la necesidad de evitar a las tropas aliadas y los tanques eran incapaces de llegar al lugar. Las divisiones 37.ª y Americal se mantuvieron firmes y, el 25 de marzo, los japoneses se vieron obligados a retirarse. Fue la última ofensiva terrestre japonesa en el Pacífico sur.
La división pasó a la ofensiva en marzo de 1944, expulsando a los japoneses al este del río Mavavia entre el 7 y el 9 de abril de 1944 y tomando numerosas bases estratégicas en las colinas durante el resto del mes. Los entrenamientos y las patrullas de largo alcance continuaron hasta el 30 de noviembre de 1944, cuando la división fue relevada.

### Filipinas
El 8 de enero de 1945, la división empezó a trasladarse a Leyte y Sámar para participar en la expulsión de las fuerzas japonesas restantes en dichas islas y para invadir Biri, Capul, Ticao y Burias. En Leyte, la división fue relevada el 13 de marzo de 1945 y desembarcó en Cebú el 26 de marzo, tomando la ciudad y el aeródromo para el 28 de marzo. Los equipos de combate de la división desembarcaron en Bohol, Negros y Mindanao, donde despejaron focos de resistencia japonesa hasta el 17 de junio, cuando se les ordenó volver a Cebú, donde llegaron el 25 de junio. A la División Americal se sumaron las nuevas tropas filipinas locales del Ejército de la Mancomunidad Filipina y de la Policía de Filipinas y las guerrillas reconocidas por los liberados en Visayas y Mindanao contra los japoneses.

La división siguió entrenando en Cebú para la invasión propuesta de Japón, pero los japoneses se rindieron el 14 de agosto de 1945. El 10 de septiembre de 1945, la División Americal desembarcó en Japón y participó en la ocupación de la zona Yokohama-Kawasaki-Yokosuka.

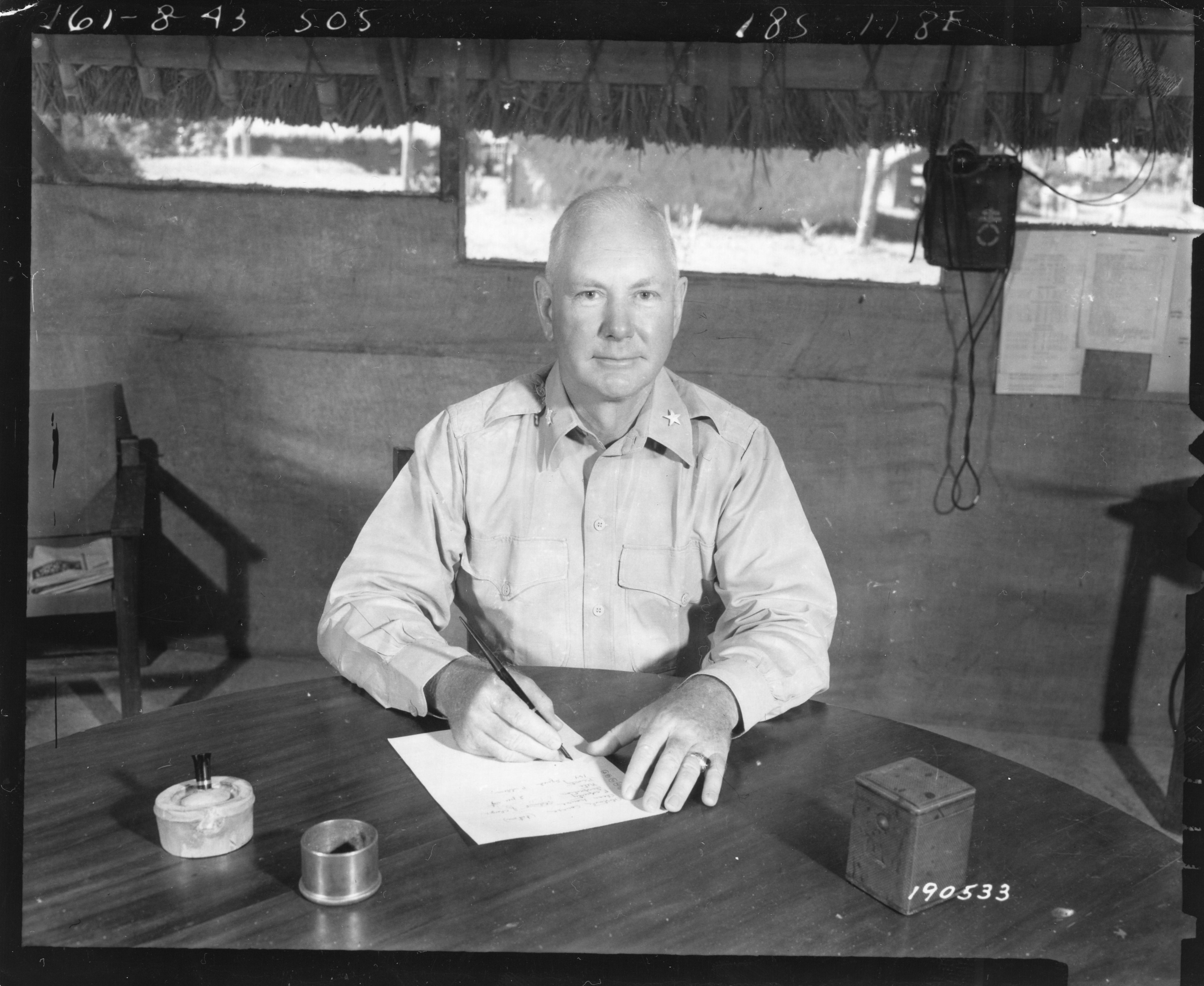
General de brigada William A. McCulloch, subcomandante de división, División Americal, en el Pacífico sur. 23 de noviembre de 1943.

### Bajas
- Total de bajas: 4050 [10]
- Muertos en combate: 981 [10]
- Heridos en combate: 3.052 [10]
- Desaparecidos en combate: 16 [10]
- Prisioneros de guerra: 1 [10]

## Posguerra
La división volvió a Estados Unidos el 21 de noviembre de 1945 y fue disuelta el 12 de diciembre de 1945 en Fort Lewis (Washington). Fue reactivada el 1 de diciembre de 1954 como la 23.ª División de Infantería, conservando el nombre de «Americal» como parte de su designación oficial. El 2 de diciembre de 1954, se asignó el 65.º Regimiento de Infantería a la división. La 23.ª División englobaba unidades separadas geográficamente en la región del Caribe. El 10 de abril de 1956, el 65.º Regimiento de Infantería fue disuelto en Camp Losey, Puerto Rico, y relevado de su asignación a la 23.ª División, que a su vez fue disuelta.
La división sirvió en la Zona del Canal de Panamá hasta el 10 de abril de 1956, cuando fue disuelta una vez más.

## Vietnam

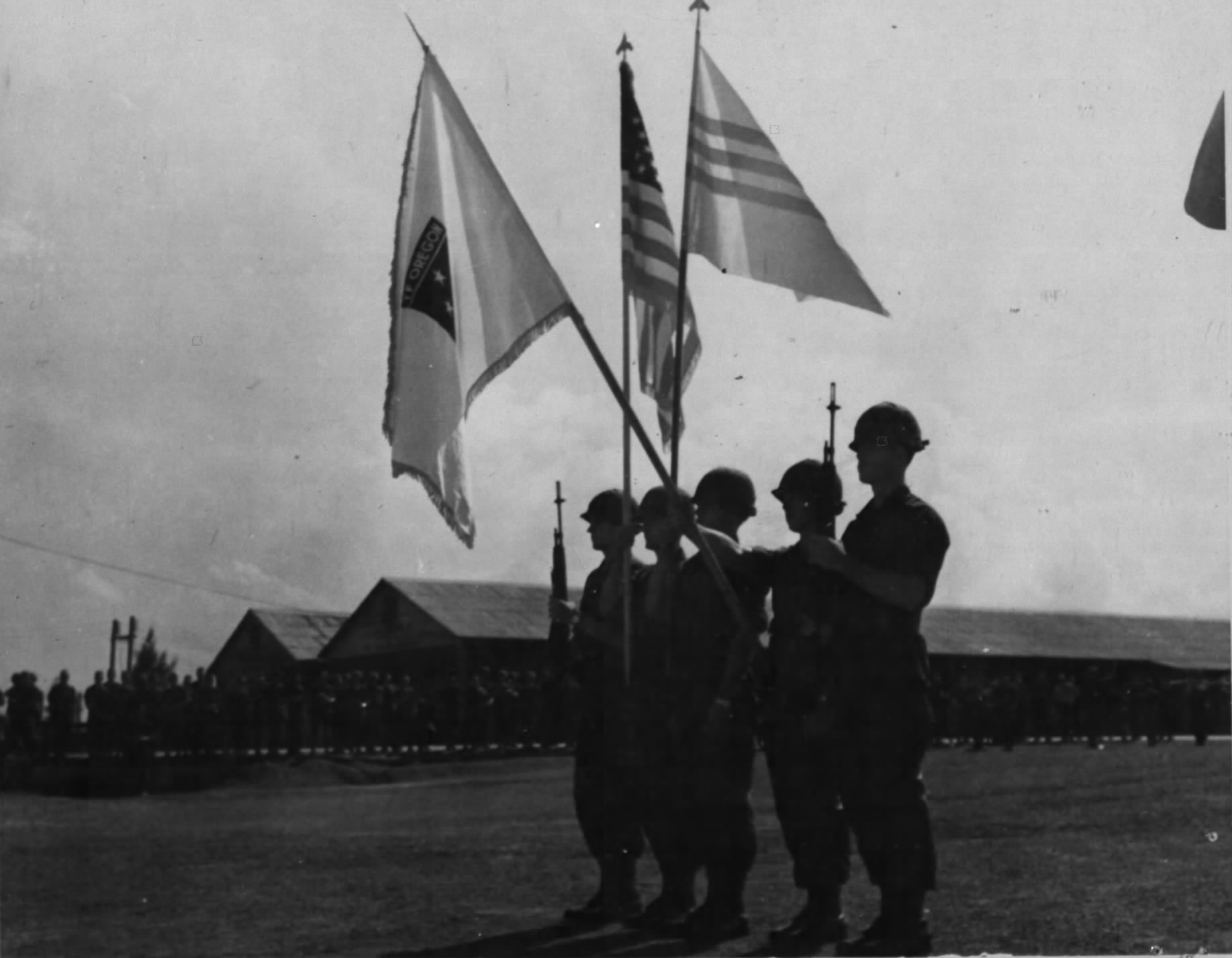
Ceremonia de colores de la División Americal, Chu Lai, 27 de octubre de 1967

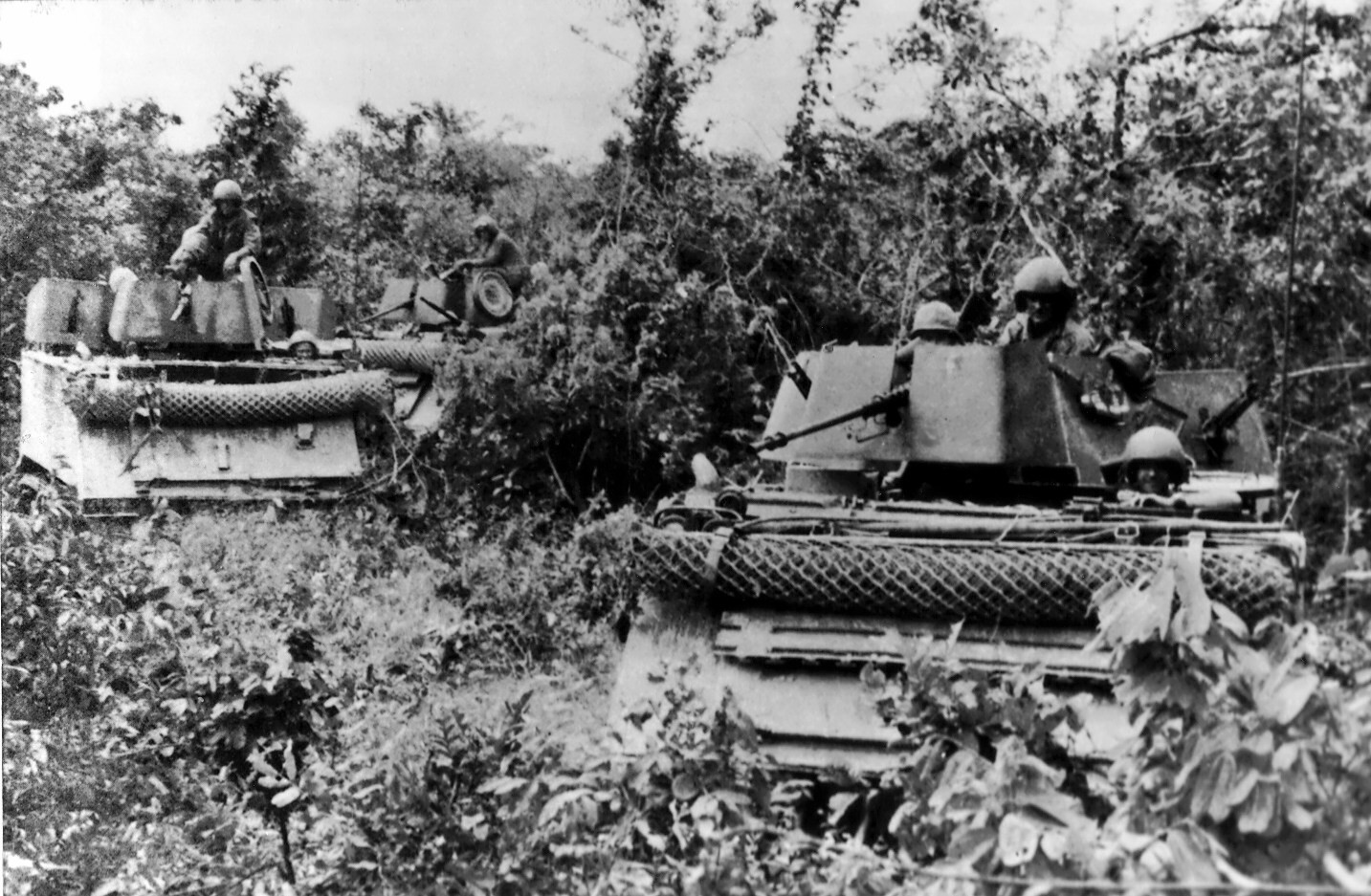
División Americal en Tam Kỳ: blindados de asalto de la caballería (M113) con pantallas anti-RPG, marzo de 1968

La división fue reactivada el 25 de septiembre de 1967 en Chu Lai (Vietnam) a partir de una combinación de unidades que ya estaban en Vietnam y unidades recién llegadas. Su precursora, una fuerza operativa de tamaño de división conocida como la Task Force Oregon, se creó en las provincias de Quảng Ngãi y Quảng Tín a partir de la 3.ª Brigada de la 25.ª División de Infantería, la 1.ª Brigada de la 101.ª División Aerotransportada y la 196.ª Brigada de Infantería Ligera (todas ellas brigadas desplegadas en Vietnam de forma independiente en 1966). La Task Force Oregon operaba en estrecha cooperación con la 1.ª División de Marines en la Región Militar del I Cuerpo. A medida que llegaban más unidades del Ejército estadounidense a Vietnam, las dos brigadas de la división fueron devueltas a sus organizaciones de origen y se asignaron dos brigadas independientes a la Task Force Oregon, que a su vez fue rebautizada como la 23.ª División de Infantería (Americal). La división estaba compuesta por las brigadas de infantería ligera 11.ª, 196.ª y 198.ª y por unidades de apoyo a la división. Las brigadas 11.ª y 198.ª eran unidades recién creadas.

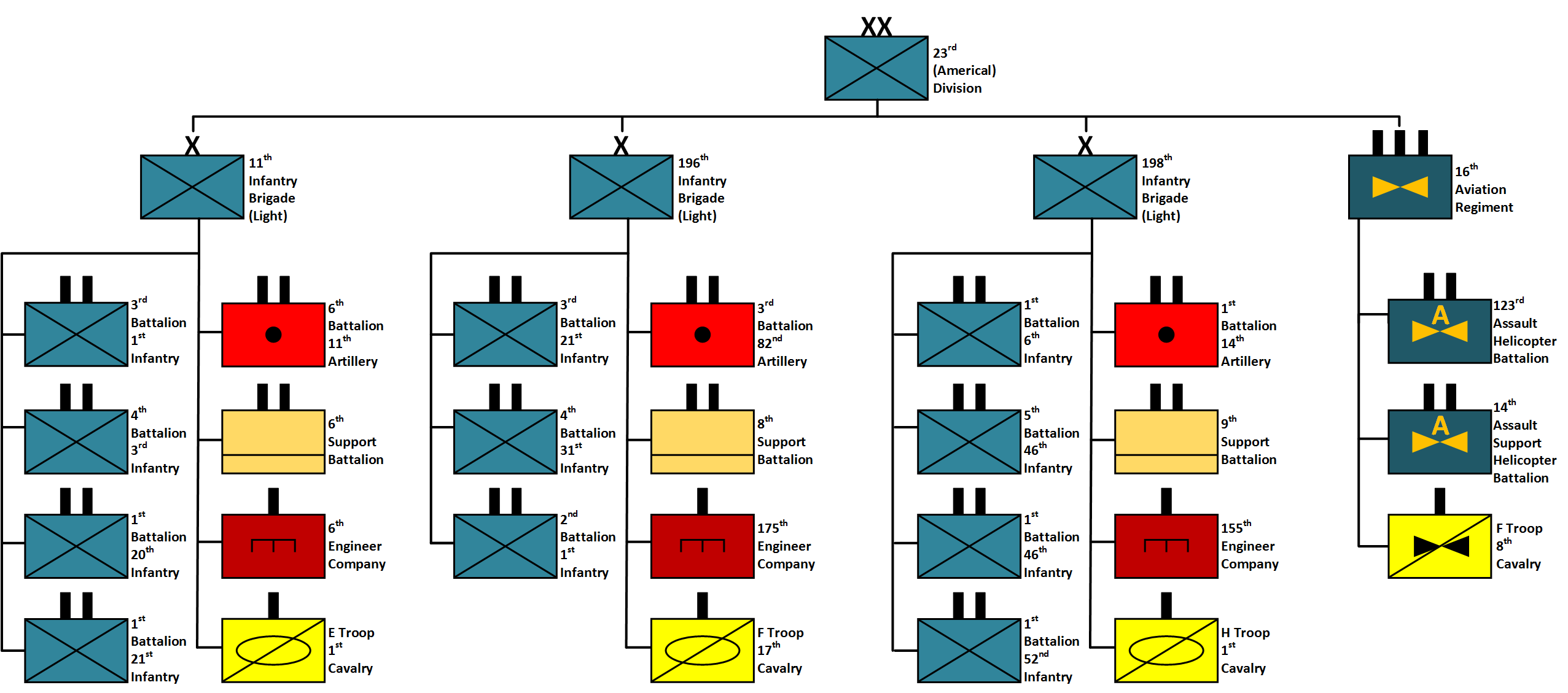
Organización de la 23.ª División de Infantería en Vietnam en 1967

La división sufrió una importante derrota en la batalla de Kham Duc, pero demostró de lo que era capaz en la ofensiva del Tet, la batalla de Lo Giang y la batalla de Landing Zone Center/Colina 352. El sargento de pelotón Finnis McCleery fue condecorado con la Medalla de Honor por sus valerosos esfuerzos en la Colina 352. El sargento Alan Allen fue condecorado con la Estrella de Plata por la misma batalla. Los dos eran miembros de la Compañía A, 1/6 198.ª. 20 hombres de la Compañía A murieron en la batalla de Lo Giang el 8 de febrero de 1968. La Compañía A de la 198.ª fue condecorada con la Presidential Unit Citation por sus heroicos esfuerzos en la batalla de Lo Giang.
La división adquirió notoriedad después de que su 1.er Pelotón, Compañía C, 1.er Batallón, 20.º de Infantería (11.ª Brigada de Infantería), dirigido por el teniente William Calley, masacrara a cientos de civiles survietnamitas en la matanza de Mỹ Lai en marzo de 1968. Una tripulación de helicóptero del 123.er Batallón de Aviación, liderada por Hugh Thompson Jr., intentó intervenir en la matanza y sus miembros fueron condecorados con la Medalla del Soldado. Seymour Hersh publicó la historia de la masacre en noviembre de 1969, y un año después 14 oficiales —incluido Samuel W. Koster, comandante de la división— fueron acusados de encubrirla. Más tarde se retiraron la mayoría de los cargos, pero Koster fue degradado y despojado de su Medalla por Servicio Distinguido. Calley fue acusado, condenado y sentenciado a cadena perpetua y trabajos forzosos el 31 de marzo de 1971 por el asesinato de 22 civiles vietnamitas. El presidente Richard Nixon no tardó en intervenir y el 1 de abril de 1971 ordenó el traslado de Calley de Fort Leavenworth a arresto domiciliario en Fort Benning, a la espera de su apelación. Calley, el único condenado, solo cumplió tres años y medio de arresto domiciliario y fue puesto en libertad en septiembre de 1974.
El general de brigada John W. Donaldson fue juzgado por disparar a civiles desde helicópteros en 13 incidentes independientes. Donaldson fue el oficial de más alto rango sometido a un consejo de guerra durante la contienda, pero finalmente se retiraron los cargos por falta de pruebas.

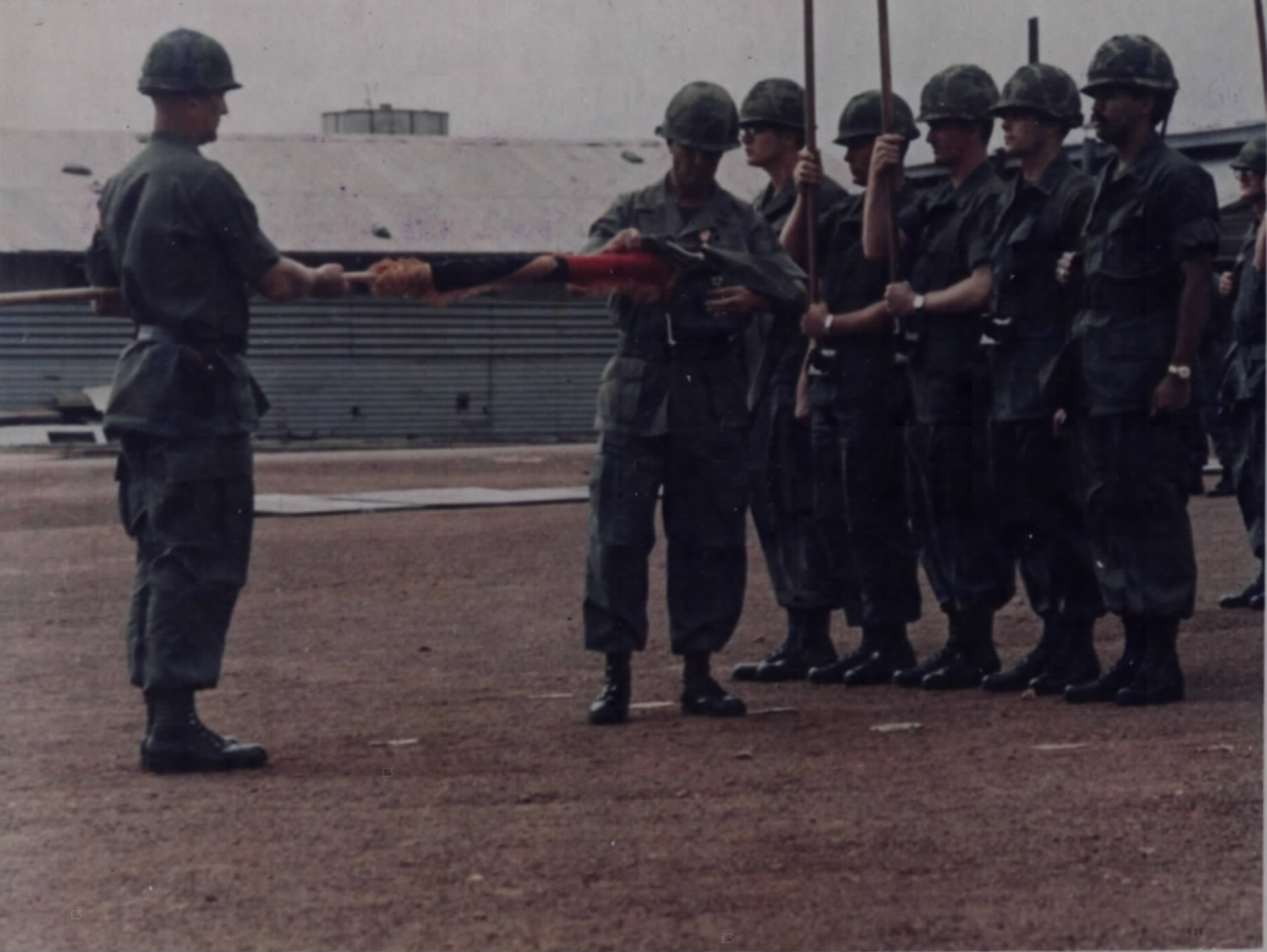
El mayor general Frederick J. Kroesen, Jr. sostiene los colores de la unidad tal como están envueltos, Chu Lai, 11 de noviembre de 1971

El 28 de marzo de 1971, zapadores del Viet Cong atacaron la base Mary Ann, que estaba siendo transferida por el 1.er Batallón, 46.º Regimiento de Infantería al ARVN, saldándose con 33 muertos estadounidenses/survietnamitas.
Las brigadas 198.ª y 11.ª fueron retiradas de Vietnam en noviembre de 1971 y se disolvió la división. La 196.ª Brigada se reconstituyó como brigada independiente y permaneció en Vietnam hasta el 29 de junio de 1972, convirtiéndose en la última gran unidad de combate en retirarse. Su 3.er Batallón, 21.º de Infantería fue el último batallón de maniobra estadounidense en abandonar Vietnam, el 23 de agosto de 1972.

## Insignia
La insignia de hombro de la División Americal fue aprobada el 20 de diciembre de 1943. El 4 de noviembre de 1954 fue reasignada a la 23.ª División de Infantería. El 14 de diciembre de 1967 se aprobó la insignia distintiva de la unidad.
Las cuatro estrellas blancas sobre un fondo azul de la insignia de hombro simbolizan la Cruz del Sur bajo la que ha servido la organización. El color azul representa a la infantería.
En la insignia distintiva de la unidad, la cruz de san Andrés hace alusión a Nueva Caledonia, en el sudoeste del Pacífico, donde se creó y activó la división por primera vez el 27 de mayo de 1942. Cada una de las cuatro estrellas blancas simboliza la constelación de la Cruz del Sur en la insignia de su división, así como las cuatro campañas de la Segunda Guerra Mundial (Guadalcanal, Islas Salomón del Norte, Leyte y sur de Filipinas) en las que participó la división. El ancla hace referencia a la Presidential Unit Citation concedida a la división por Guadalcanal. La punta de flecha roja y el sol filipino representan el desembarco de asalto en el sur de Filipinas y la condecoración de la Philippine Presidential Unit Citation (del 7 de octubre de 1944 al 4 de julio de 1945). La espada desenvainada con la punta hacia arriba hace referencia a Vietnam, donde la división estuvo activa. En vista del origen de la división y de su destacado servicio en la Segunda Guerra Mundial, y dado que fue una de las pocas divisiones del Ejército de los Estados Unidos que llevó un nombre en lugar de un número, el antiguo nombre de la división, «Americal», se ha tomado como lema, ya que la asociación con ese nombre es a la vez inspiradora y alberga una importancia militar histórica.

## Comandantes
- Mayor general Alexander Patch Jr. (mayo-diciembre de 1942)
- General de brigada Edmund Sebree (enero-mayo de 1943)
- Mayor general John R. Hodge (mayo de 1943-abril de 1944)
- Mayor general Robert B. McClure (abril-octubre de 1944)
- Mayor general  William H. Arnold (noviembre de 1944-disolución en la Segunda Guerra Mundial)
- Mayor general Samuel W. Koster (octubre de 1967-junio de 1968)
- Mayor general Charles M. Gettys (junio de 1968-junio de 1969)
- Mayor general Lloyd B. Ramsey (junio de 1969-marzo de 1970)
- Mayor general Albert E. Milloy (marzo-noviembre de 1970)
- Mayor general James L. Baldwin (noviembre de 1970-julio de 1971)
- Mayor general Frederick J. Kroesen (julio-noviembre de 1971 (disolución en Vietnam))

## Antiguos miembros destacados
- Nicky Daniel Bacon, ganador de la Medalla de Honor por acciones el 26 de agosto de 1968
- Rocky Bleier, herido el 20 de agosto de 1969, se recuperó para jugar en la NFL
- William Calley, infame participante en la matanza de Mỹ Lai
- Joseph Cresenz, ganador de la Medalla de Honor por acciones el 20 de noviembre de 1968
- Kern Wayne Dunagan, ganador de la Medalla de Honor por acciones el 13 de mayo de 1969
- Jesse R. Drowley, ganador de la Medalla de Honor por acciones el 30 de enero de 1944
- Bill Hardiman
- Woodrow W. (Woody) Keeble, ganador de la Medalla de Honor el 20 de octubre de 1951
- Charles Kettles, 1967-1970, ganador de la Medalla de Honor el 15 de mayo de 1967
- Tracy Kidder, 1968-1969
- General Frederick J. Kroesen, vicejefe de Estado Mayor del Ejército de los Estados Unidos y comandante del Ejército de los EE. UU. en Europa
- Frederick Lippitt
- Finnis Dawson McCleery, ganador de la Medalla de Honor por acciones el 14 de mayo de 1968
- Thomas Joseph McMahon, ganador de la Medalla de Honor por acciones el 19 de marzo de 1969
- Ernest Medina, infame participante en la matanza de Mỹ Lai
- Marc W. Miller
- Robert Charles Murray, Medalla de Honor por acciones el 14 de mayo de 1969
- Tim O'Brien, 1969-1970
- Colin Powell, 1968-1970, presidente del Estado Mayor Conjunto
- Robert Joseph Pruden, Medalla de Honor por acciones el 29 de noviembre de 1969
- Tom Ridge, 1969-1970
- H. Norman Schwarzkopf, 1969-1970
- James McCloughan, ganador de la Medalla de Honor por acciones el 13 al 15 de mayo de 1969
- Daniel John Shea, Medalla de Honor por acciones el 14 de mayo de 1969
- Donald Paul Sloat, ganador de la Medalla de Honor por acciones el 17 de enero de 1970
- Manuel Antonio Prince
- Lester Raymond Stone Jr., ganador de la Medalla de Honor por acciones el 3 de marzo de 1969
- James Allen Taylor, Medalla de Honor por acciones el 9 de noviembre de 1967
- Hugh Thompson Jr., galardonado con la Medalla del Soldado (30 años después) por su papel poniendo fin a la matanza de Mỹ Lai.
- David Francis Winder, Medalla de Honor por acciones el 13 de mayo de 1970
- Patrick Henry Brady, adjunto a las acciones del ganador de la Medalla de Honor el 6 de enero de 1968
- Joseph G. Clemons, famoso por Pork Chop Hill